# Филиппович фон Филиппсберг, Йозеф
Барон Йозеф Филиппович фон Филиппсберг (нем. Joseph Philippovich von Philippsberg, 28 апреля 1818 — 6 августа 1889) — австро-венгерский военачальник хорватского происхождения, фельдцейхмейстер.

## Биография
Поступил на австрийскую военную службу в 1836 году, учился в военно-инженерном училище в Тульне-на-Дунае. В 1839 году выпущен лейтенантом. Продолжил образование в Военно-географическом институте в Вене, специализировался в картографии.
Революцию 1848 года встретил в качестве майора Вараждинского полка пограничной стражи. Отличился в частях Йосипа Елачича при подавлении восстания в Венгрии. В 1857 году полковник, командир 5 полка пограничной стражи. В 1859 году получил чин генерал-майора, стал командиром бригады.
Во время Австро-итало-французской войны 1859 года воевал в составе 6 армейского корпуса, участник битвы при Сольферино. В 1860 году удостоен наследственного титула барона.
Во время Австро-прусско-итальянской войны 1866 года принимал участие в боевых действиях в Богемии, являлся адъютантом графа Карла фон Тун-унд-Гогенштейна, откомандированного генерала при 2 армейском корпусе.
После войны — фельдмаршал-лейтенант, командир дивизии, расквартированной в Вене, затем командующий военным округом в Тироле и Форарльберге. С 1871 года — член Тайного совета. В 1872 году переведён в Брюнн. В январе 1874 году удостоен чина фельдцейхмейстера. В июне того же года назначен командующим военного округа в Богемии.
В июле 1878 года, по окончании Берлинского конгресса, осуществил оккупацию Боснии и Герцеговины.
В 1880 году вернулся в Вену, в 1882 году назначен командующим военного округа в Богемии с штаб-квартирой в Праге. В декабре 1882 года назначен командиром расположенного там же 8 армейского корпуса.
Младший брат Йозефа Филипповича, Франц, также являлся крупным австро-венгерским военачальником, фельдцейхмейстером. Двоюродный брат — учёный-экономист Ойген Филиппович фон Филиппсберг.